# Hum Tum
Pour plus de détails, voir Fiche technique et Distribution.
Hum Tum (हम तुम, littéralement « moi-toi ») est un film indien réalisé par Kunal Kohli, sorti en 2004.

## Synopsis
Karan est dessinateur de bandes dessinées. Il a créé les personnages Hum et Tum, auxquels il fait vivre des situations conflictuelles autour d'un unique thème, les rapports entre homme et femme. Il rencontre Rhea dans un avion qui les emmène tous deux vers New York. Entre Karan, le séducteur infatigable dont la devise est « les filles sont comme les bus, il en passe une toutes les deux minutes » et Rhea, jeune femme idéaliste et romantique, le courant passe difficilement. Au cours des années suivantes, les routes de Karan et Rhea vont se croiser à plusieurs reprises et leur relation va évoluer, un début d'amitié va lentement céder la place à des sentiments plus forts.

## Fiche technique
- Titre : Hum Tum
- Titre original : हम तुम
- Réalisation : Kunal Kohli
- Scénario : Kunal Kohli, Siddharth Raj Anand
- Musique : Jatin Pandit, Lalit Pandit
- Paroles : Prasoon Joshi
- Chorégraphies : Saroj Khan, Raju Khan
- Direction artistique : Sharmishta Roy
- Production : Aditya Chopra, Yash Chopra, Siddharth Anand
- Pays :  Inde
- Langues : Hindi, Anglais
- Durée : 143 min
- Date de sortie : 
  - Inde : 28 mai 2004
  - France : 23 novembre 2004

## Distribution
- Saif Ali Khan : Karan Kapoor
- Rani Mukherjee : Rhea Prakash Sharma
- Kiron Kher : Parminder Prakash (Bobby), la mère de Rhea
- Rishi Kapoor : Arjun Kapoor, le père de Karan
- Abhishek Bachchan : Sameer
- Jimmy Shergill : Mihir Vora
- Isha Koppikar : Diana Fernandez
- Shenaz Treasurywala : Shalini
- Rati Agnihotri : Anju Kapoor, la mère de Karan

## Musique
La musique a été composée par Jatin-Lalit et les paroles ont été écrites par Prasoon Joshi.
| Titre                        | Interprète(s)                 |
| ---------------------------- | ----------------------------- |
| Chak De                      | Sadhana Sargam, Sonu Nigam    |
| Gore Gore                    | Alka Yagnik                   |
| Hum Tum I                    | Alka Yagnik, Babul Supriyo    |
| Ladki Kyon                   | Alka Yagnik, Shaan            |
| Mere Dil Vich Hum Tum        | Rishi Rich, Veronica, Juggy D |
| Yaara Yaara                  | Alka Yagnik, Udit Narayan     |
| Mein Shayar To Nahin (Cover) | Shaan                         |

- U 'n' I (Mere Dil Vich Hum Tum), le générique de début et de fin, est interprété par Rishi Rich, Veronica et Juggy D.
- La chanson Yaara Yaara qui fait partie de la bande originale du film a été retirée du montage final.

## Autour du film
- Certaines scènes qui se déroulent à Paris sont en réalité tournées à Amsterdam.
- Avant d'être interprété par Saif Ali Khan, le rôle de Karan a été proposé à Vivek Oberoi.
- Arjun (Rishi Kapoor) et Karan (Saif Ali Khan) chantent une chanson lorsqu'ils se retrouvent dans l'aéroport de Paris. Il s'agit de Main Shayar To Nahi (Je ne suis pas un poète), une chanson extraite du film Bobby (1973), avec Rishi Kapoor.
- Le producteur du film Yash Chopra apparaît brièvement jouant du piano pour sa femme pendant la chanson Hum Tum.
- Le film inclut des séquences animées mettant en scène les personnages Hum et Tum. Ces séquences ont été réalisées par Tata Elxsi, une filiale du groupe Tata.

## Récompenses
- Hum Tum a obtenu 5 Filmfare Awards :
  - Meilleure actrice (Rani Mukherjee)
  - Meilleur acteur dans un rôle comique (Saif Ali Khan)
  - Meilleur réalisateur (Kunal Kohli)
  - Meilleure chanteuse (Alka Yagnik pour Hum Tum - Saanso Ko Saanso Mein)
  - Meilleure scène